# پپی یکم
پپی یکم سومین پادشاه دودمان ششم مصر باستان است. نام او پپی مِریرَع نیز می‌باشد که به معنای «محبوب رع» است.

## دوران
دوران تتی با هجوم گسترده ارتش او به نوبی همراه بود، همچنین در این دوران تجارت با مناطق دوردستی همچون لبنان و کرانه‌های سومالی رونق گرفت. در این دوره اشرافیت نیز رشد بسیار زیادی پیدا کرد. یکی از درباریان شاه به نام وِنی در آسیا زیر نام شاه جنگید. شهر ممفیس پس از دودمان هجدهم تغییر نام داد و نام مجموعه آرامگاه پپی با نام مِنِفر پپی را گرفت.
سنگ‌نبشته‌های «اونی» حکایت از غارت گسترده فلسطین توسط سپاهیان پپی دارند. مهاجمان مصری در حبشه و فلسطین خانه‌ها را ویران می‌کرده و درخت‌های انجیر را ریشه‌کن می‌کردند و تاکستان‌ها را نابود؛ و سرانجام با شمار بسیاری اسیر و غنایم فراوان بازمی‌گشتند. مصریان در آثار خود به این اسیران «مردگان زنده» می‌گفته‌اند.
افول پادشاهی کهن به گمانی در دوره تتی آغاز شد چرا که در آن هنگام نومارکها (نمایندگان محلی فرعون) نیرومندتر شدند و تأثیر بیشتری بر کشور گذاشتند. پپی با دو خواهر خود - آنخِسِنِپِپی یکم و دوم - ازدواج کرد. این خواهران بعدها پسرانی زاییدند که هر دو فرعون شدند.